# باراسايت إيف 2
باراسايت إيف 2 (بالإنجليزية:Parasite Eve II) (باليابانية:パラサイト・イヴ2)، هي لعبة فيديو من نوع الرعب، أنتجت سنة 2000 م من قبل شركة سكوير سوفت (سكوير إينكس الآن) اليابانية، وهي لعبة إلكترونية تصويبية تلعب للفرد الواحد، وقد تلقى هذه اللعبة رواجاً كبيراً في الولايات المتحدة والاتحاد الأوروبي والشرق الأوسط، وعرضت هذه اللعبة في متجر بلاي ستيشن نيتورك.

## قصة اللعبة
تتحدث قصة اللعبة عن وجود الوحوش المرعبة أجتاحت في مبنى افتراضي بمدينة لوس أنجلوس، حيث تمكنوا الوحوش لقتل الكثير من قوات الأمن ونزفت الكثير من الدماء، وتنتقل بطلة اللعبة أيا من مكان لآخر للبحث عن مقر سري لإنتاج الوحوش لتدميرها.

## المتجر الإلكتروني
نجحت متجر بلاي ستيشن الإلكتروني للحصول على لعبة باراسايت إيف 2 من شركة سكوير إنيكس، وهي تعرض الآن على المتجر الأوروبي المكون من بقية الاتحاد الأوروبي والشرق الأوسط.

## وصلات خارجية
- Official Parasite Eve II website
- باراسايت إيف 2 على موقع IMDb (الإنجليزية)
- قالب:MusicBrainz release group